# النشاوين سودف (القطن)

'

تعديل مصدري - تعديل

النشاوين سودف هي إحدى قرى عزلة وادي سر بمديرية القطن التابعة لمحافظة حضرموت، بلغ تعداد سكانها 23 نسمة حسب تعداد اليمن 2004 ومن ابرز سكان سودف هم بني شبيب وآل سحاق اضافه إلى النشاويين